# 鲍克
鲍克，是匈牙利佐洛州所辖的一个村，总面积23.05平方公里，总人口1692，人口密度73.4人/平方公里（2010年1月1日）。